# Klaviersonate Nr. 2 (Brahms)

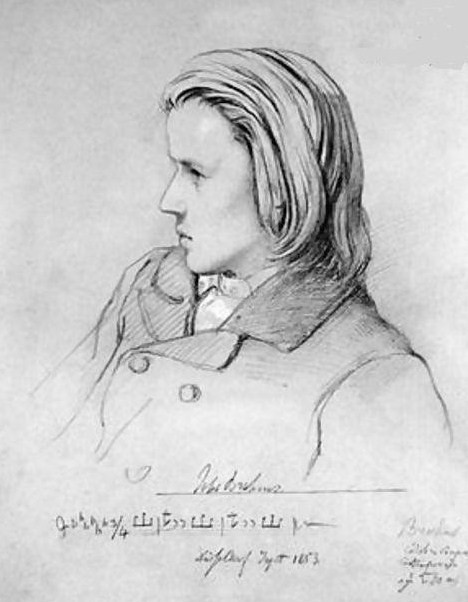
Der junge Johannes Brahms (1853)

Die Klaviersonate fis-moll op. 2 von Johannes Brahms entstand im Jahre 1852 in Hamburg. Offiziell die Nummer 2 tragend, hatte Brahms diese Sonate jedoch bereits vor der Sonate Nr. 1 komponiert. Er betrachtete die Sonate Nr. 1 als hochwertiger und wollte sie daher als Nr. 1 veröffentlicht sehen. Beide Sonaten übersandte er, zusammen mit einer Empfehlung Robert Schumanns, an den Verlag Breitkopf & Härtel,
der sie im Jahr darauf veröffentlichte. Die Sonate Nr. 2 ist Clara Schumann gewidmet.
Brahms komponierte lediglich drei Klaviersonaten, die in seine frühe Schaffenszeit fallen und belegen, wie intensiv er sich bereits mit thematischen und harmonischen Fragen beschäftigt hatte. In den schwungvollen Werken verband er traditionelle Formkonzepte der Sonate mit Entwicklungen der Romantik und ließ mit der Neigung zur Variation und zum Volkslied bereits eine individuelle Handschrift erkennen.

## Satzbezeichnungen
Die vier Satzbezeichnungen lauten:
1. Allegro non troppo, ma energico (fis-Moll)
2. Andante con espressione (h-Moll, jedoch in H-Dur endend)
3. Scherzo: Allegro - Poco piu moderato (h-Moll – D-Dur – h-Moll)
4. Finale: Sostenuto - Allegro non troppo e rubato - Molto sostenuto (fis-Moll, jedoch in Fis-Dur endend)